# 古尔奈
古尔奈（法語：Gournay，法語發音：[ɡuʁnɛ]）是法国安德尔省的一个市镇，属于拉沙特尔区。

## 地理
古尔奈（46°34'59"N, 1°43'52"E）面积20.33 平方千米，位于法国中央-卢瓦尔河谷大区安德尔省，该省份为法国中部省份，北起卢瓦-谢尔省，西北接安德尔-卢瓦尔省，西南接维埃纳省，南至克勒兹省和上维埃纳省，东临谢尔省。
与古尔奈接壤的市镇（或旧市镇、城区）包括：布埃斯、比克西耶尔达亚克、克吕、马耶、穆埃尔、讷维圣塞皮尔克。

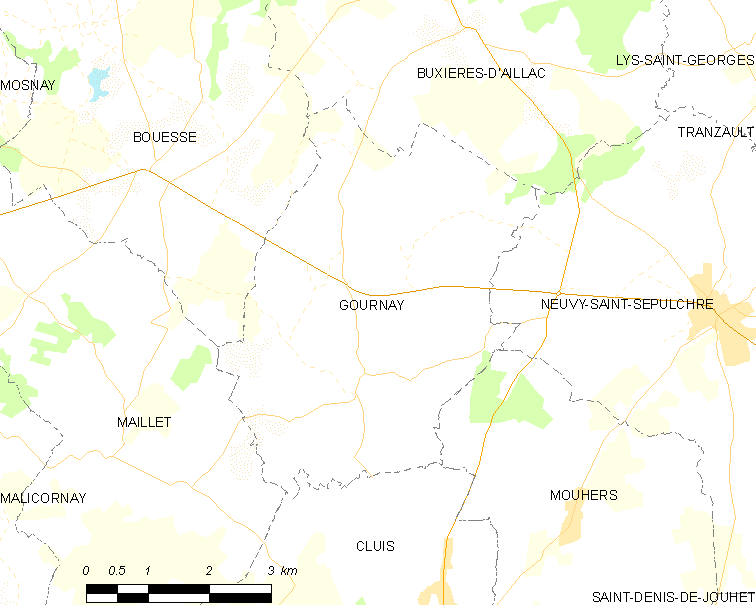
古尔奈的OSM定位图

古尔奈的时区为UTC+01:00、UTC+02:00（夏令时）。

## 行政
古尔奈的邮政编码为36230，INSEE市镇编码为36084。

## 政治
古尔奈所属的省级选区为讷维圣塞皮尔克县。

## 人口

1962-2008年间古尔奈人口变化图示

古尔奈于2022年1月1日时的人口数量为280人。